# Tephrodornis
Tephrodornis – rodzaj ptaków z rodziny wangowatych (Vangidae).

## Zasięg występowania
Rodzaj obejmuje gatunki występujące w Azji Południowej i Południowo-Wschodniej.

## Morfologia
Długość ciała 14,5–23 cm, masa ciała 18–46 g.

## Systematyka

### Etymologia
- Tephrodornis: gr. τεφρωδης tephrōdēs „jak popiół, w kolorze popiołu”, od τεφρα tephra „popioły”; ορνις ornis, ορνιθος ornithos „ptak”[13].
- Keroula (Kerula): hindi nazwa Keroula dla kruczodzierzba małego[14]. Typ nomenklatoryczny: Keroula indica J.E. Gray, 1834 (= Muscicapa pondiceriana J.F. Gmelin, 1789).
- Tenthaca (Tentheca, Tenthera, Teuthaca): nepalska nazwa Bagaha tentha dla dzierzby z rodzaju Lanius[15]. Typ nomenklatoryczny: Tenthaca pelvica Hodgson, 1837 (= Lanius virgatus Temminck, 1824).
- Creurgus: gr. κρεουργος kreourgos „rzeźnik”[16].
- Tephrolanius: gr. τεφρος tephros „koloru popiołu”, od τεφρα tephra „prochy, popiół”; rodzaj Lanius Linnaeus, 1758 (dzierzba)[17]. Typ nomenklatoryczny: Lanius virgatus Temminck, 1824.

### Podział systematyczny
Do rodzaju w zależności od ujęcia systematycznego należy od dwóch do czterech gatunków; tutaj lista gatunków za Kompletną listą ptaków świata:
- Tephrodornis virgatus (Temminck, 1824) – kruczodzierzb duży
- Tephrodornis pondicerianus (J.F. Gmelin, 1789) – kruczodzierzb mały